# 上林忠次
上林 忠次（かんばやし ちゅうじ、1906年（明治39年）2月11日 – 1968年（昭和43年）11月23日）は、昭和期の農業技術者、技官、政治家。参議院議員、日本専売公社理事。

## 経歴
京都府出身。1930年（昭和5年）九州帝国大学農学部を卒業した。
1930年、大蔵省に入省し、専売局たばこ技術課長、同生産課長、日本専売公社生産部長、同理事などを歴任した。
1953年（昭和28年）4月の第3回参議院議員通常選挙に全国区から無所属で出馬して当選し、1959年（昭和34年）6月の第5回通常選挙に全国区から自由民主党公認で出馬して再選され、参議院議員に連続2期在任した。この間、緑風会政務調査会副会長、自民党政審副会長、参議院建設委員長、第2次池田内閣・通商産業政務次官、国会たばこの会副会長などを務めた。
その他、たばこ耕作組合中央会顧問、葉たばこ輸出促進協議会理事などを務めた。
1968年（昭和43年）11月23日死去、62歳。死没日をもって勲二等瑞宝章追贈（勲六等からの昇叙）、従五位から正四位に叙される。